# David Jacobson (diplomata)
David Cary Jacobson (Chicago, 1951) é um diplomata americano. Foi o embaixador dos Estados Unidos no Canadá de 2 de outubro de 2009 a 15 de julho de 2013. É graduado pela Johns Hopkins University e pela Georgetown University Law Center. David passou boa parte de sua carreira trabalhando em Chicago na sede da Chicago offices of Sonnenschein Nath & Rosenthal, um escritório de advocacia internacionalmente reconhecido.  Ele patrocinou e principal arrecadador de fundos para a campanha de Barack Obama para a presidência de 2008 e, posteriormente, trabalhou na equipe de transição de governo no gabinete da Casa Branca.
David foi confirmado pelo Senado dos Estados Unidos para ser embaixador no Canadá. As audiências de confirmação ocorreram em 5 de agosto de 2009 e a confirmação final em 23 de setembro de 2009 por unanimidade . Sua posse como embaixador foi aceita pelo Governadora-geral do Canadá Michaëlle Jean em 2 de outubro de 2009.